# Paiaguás
Os paiaguás são um grupo indígena, atualmente considerado extinto, que habitava a região do Alto Rio Paraguai. Também eram chamados de canoeiros. Eram um subgrupo dos guaicurus. 

## Língua
Sua língua pertencia à família linguística mataco-guaicuru e foi catalogada como um dialeto guaicuru, porém também existe a hipótese de que fizesse parte da subfamília mataco-mataguaia, que na qual e a linguá paiaguá

## Etimologia
A denominação "paiaguás" é um exônimo pejorativo que lhes foi dado por seus tradicionais vizinhos e rivais, os guaranis. 

## História
No século 16, tomaram contato com o explorador espanhol Juan de Ayolas, que, em 2 de fevereiro de 1537, fundou, em terras paiaguás, o porto de Candelaria. No ano seguinte, Ayolas foi morto pelos paiaguás quando retornava de uma expedição ao Chaco. A partir da fundação da cidade de Assunção em 1537, os paiaguás passaram a atacar os espanhóis, tornando-sem, então, "piratas" do rio Paraguai (uma das etimologias possíveis para o topônimo "Paraguai" é o termo guarani para "rio dos paiaguás").  
Ainda no século 16, os colonizadores iniciais do nordeste brasileiro travaram contato com uma tribo também denominada paiaguá no litoral sul do Rio Grande do Norte, nos atuais municípios de Canguaretama, Vila Flor, Pedro Velho, Várzea e Espírito Santo. Em Canguaretama existe uma localidade denominada Paraguai, cujos mais antigos chamavam de Paraguá. Aventa-se a hipótese de a localidade ter sido parte do antigo território Paiaguá. Há notícias que na região de onde vieram os paiaguá, na bacia do rio Paraguai, também existiriam topônimos semelhantes aos de Canguaretama. É importante acrescentar que os indígenas contatados no litoral sul do Rio Grande do Norte, apresentavam costumes seminômades, sendo comum que se fixassem num local por dois anos e, quando escasseavam os recursos, buscavam outro lugar para reconstruir a aldeia, de modo que, as evidências de tal presença se dão através de relatos dos exploradores da época e de memória popular, não tendo sido encontrados até os dias atuais registros materiais de sua ocupação.
Durante os anos 1700, dificultaram muito a colonização de origem europeia na região em que habitavam. A partir de 1719, os cadiuéus, o ramo setentrional dos paiaguás, passaram a atacar os portugueses de Mato Grosso e a expulsar os guatós da região do Pantanal. O butim obtido, bem como os escravos capturados, eram vendidos em Assunção. 
Em 1739, atacaram a frota de Lanhas Peixoto que transportava o quinto do rei das minas de ouro de Cuiabá até São Paulo, e venderam o ouro obtido em Assunção. Por volta de 1750, o ramo meridional dos paiaguás, os tacumbus, foi contido pelo governador do Paraguai Rafael de la Moneda, que construiu uma série de fortes ao longo do rio Paraguai. Os tacumbus, então, firmaram um acordo de paz com os espanhóis e se instalaram nas proximidades de Assunção, cidade que se beneficiava da venda de escravos que era praticada pelos paiaguás. Por volta de 1770, os cadiuéus se uniram aos tacumbus, pois ficaram impedidos de atacar os portugueses por estes terem construído uma série de fortes no rio Paraguai. A decadência dos paiaguás veio durante a Guerra do Paraguai (1864-1870), quando serviram como lanceiros contra o exército brasileiro.

## Modus operandi
Em seus ataques às monções (por exemplo, a de Lanhas Peixoto, mencionada acima), os paiaguás agiam do seguinte modo, nas palavras de Lucas Figueiredo:
Escondidos na mata e nas margens dos rios, com os corpos inteiramente pintados e as cabeças enfeitadas com penas, eles acompanhavam os combiois, sem serem notados. Assim que suas vítimas alcançavam um ponto propício para o ataque, centenas de índios se punham na água com suas velozes canoas, de três a quatro lugares, e investiam contra as monções. Ao som de berros horripilantes, lançavam flechas e azagaias e desferiam golpes de porrete. Quando porventura havia reação com disparo de armas de fogo, os paiaguás inclinavam suas canoas, fazendo-as de escudo. Os selvagens sabiam que, de quando em quando, seus inimigos eram obrigados a carregar suas pistolas ou arcabuzes, e era nesse momento que os paiaguás endireitavam as embarcações e desferiam nova saraivada de flechas e azagaias. Para desnortear seus oponentes, os índios tinham outro recurso: afundar as próprias canoas, enchendo-as de água, para logo em seguida fazê-las emergir novamente noutro ponto do rio— Figueiredo, Lucas (15 de agosto de 2012). Boa Ventura!: A corrida do ouro no Brasil (1697-1810). [S.l.]: Editora Record. p. 205

## Costumes
Eram caçadores nômades e pescadores. Tinham um código de honra que impedia que um guerreiro recuasse em batalha. Se orgulhavam de não ter piedade do inimigo, sendo hábeis no manejo de cavalgaduras e peritos em navegação. Com suas canoas, dominavam o rio Paraguai e hostilizavam os guaranis, que viviam a leste do rio e que costumavam roubar suas colheitas. Utilizavam as ilhas do rio Paraguai para enterrar seus mortos, cobrindo as cabeças destes com grandes vasilhas em forma de sino.

## Homenagens

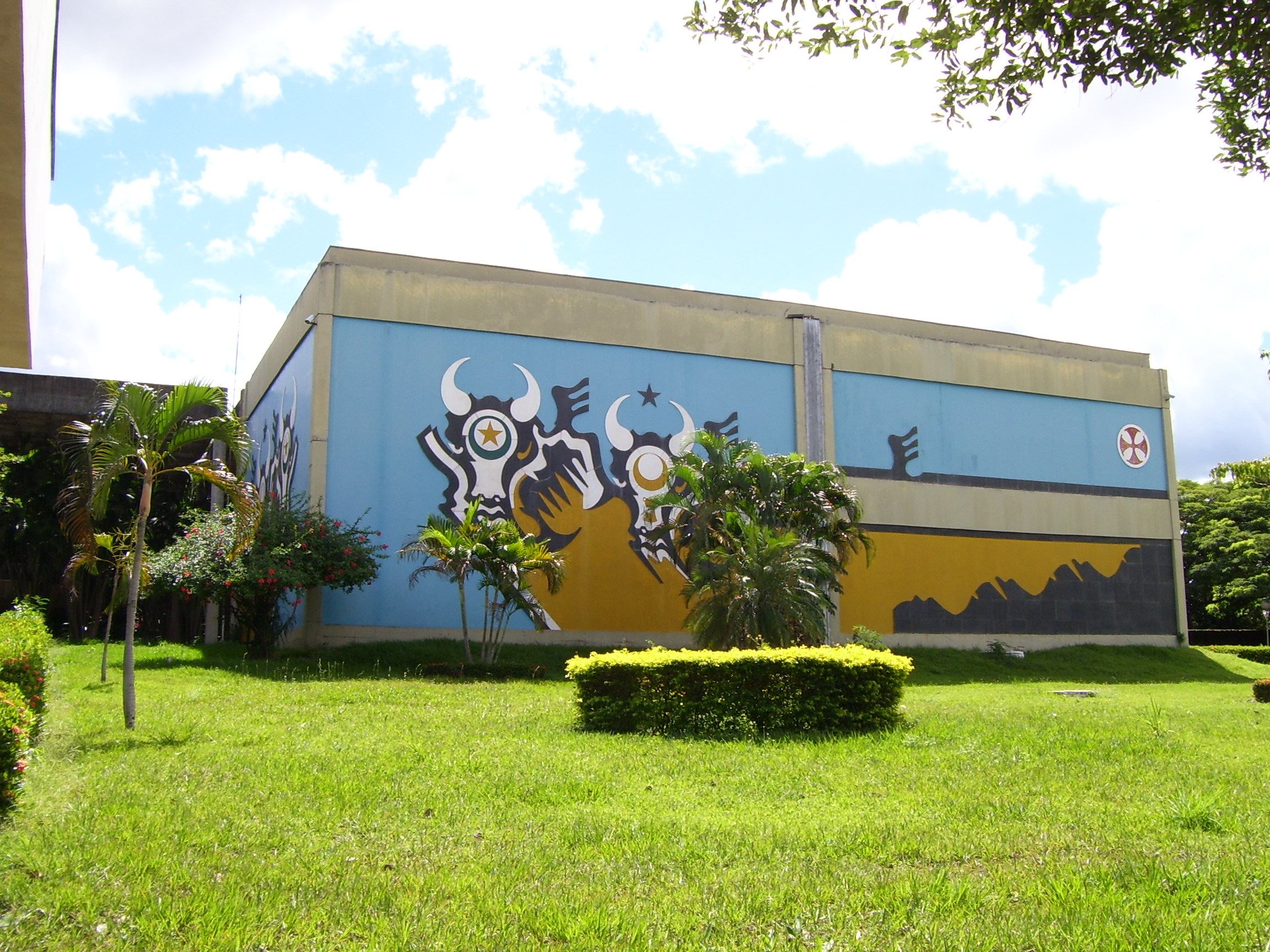
O Palácio Paiaguás, em Cuiabá, sede do poder executivo do estado do Mato Grosso, homenageia, através de seu nome, a antiga etnia indígena.
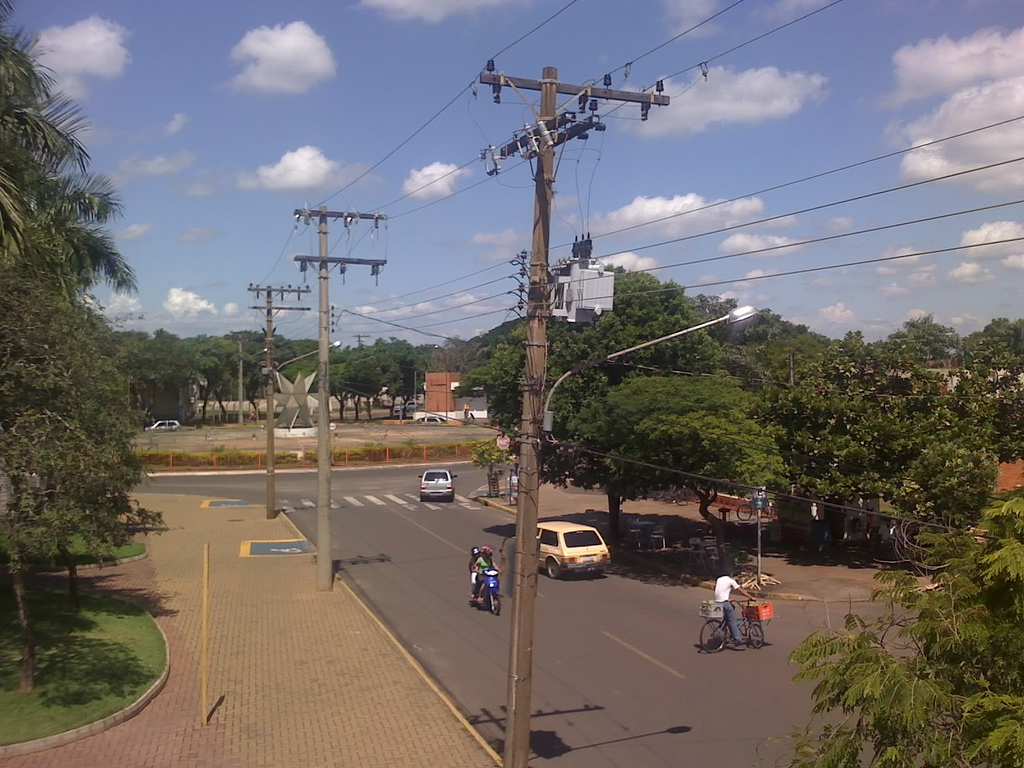
Praça Paiaguás, em Ilha Solteira, em São Paulo, no Brasil: outra homenagem aos paiaguás